# 398

## Esdeveniments
- Àfrica: El general romà Estilicó sufoca la rebel·lió del comes Gildó.
- Il·líria: Els visigots reconeixen Alaric I com a rei.

## Necrològiques
- Tabarka (Àfrica): Gildó, comes romà d'origen amazic, penjat.